# Marvin Peersman
Marvin Peersman (Wilrijk, 10 febbraio 1991) è un calciatore belga, difensore del Groningen.

## Carriera
Dal 2008 al 2012 ha giocato nella seconda serie del campionato belga con Beveren e Anversa.
Nel 2012 si trasferisce agli olandesi del Dordrecht con cui ottiene la promozione in massima serie nel 2014, debuttando quindi in Eredivisie nella stagione 2014-2015.